# أم رجوم
أم رجوم، هي قرية من فئة (أ) تقع في محافظة المجمعة، والتابعة لمنطقة الرياض في السعودية. وتبعد أم رجوم عن محافظة المجمعة بمسافة تقارب (100) كم. و سميت باسم ام رجوم نظراً ل كثرت الرجوم فيها